# Cycas chevalieri
Cycas chevalieri é uma espécie de cicadófita do género Cycas da família Cycadaceae, nativa da China (possívelmente) e do Vietname. Segundo dados de 2010, a população tende a descrescer.